# Ormont (montagne)
Pour les articles homonymes, voir Ormont.
L'Ormont est un sommet gréseux du massif des Vosges, couvert d'une vaste forêt de résineux au XXe siècle. Orienté, il a servi de gigantesque balise au sud de la voie des Saulniers qui permettait autrefois de franchir en ligne droite la montagne pour gagner la plaine d'Alsace à Ebersmunster. Cette voie romaine laissant son nom au col de Saales est la seule reconnue au sud de Saverne.

## Oronyme et toponyme
Le premier nom recensé que l’on pourrait reconstituer en Hunerinegamontes, Hurinegamontes ou encore Huncrinegamontes a laissé des traces dans la toponymie et la légende. Le linguiste Pierre Colin a étudié avec méticulosité ce toponyme auquel il ne trouve aucun sens connu. Il relève un vieux nom fontana Hungrinega, évoluant en Hurini fontana qui est devenu le lieu de la source du Hure. Ce ruisseau donne son nom à la vallée plus basse Hurbache — Hurini bacco — et à un village homonyme. Le diplôme de la fondation de Senones, qu’il soit authentique de l’époque de Gondelbert ou recopié, désigne sa limite de ban au méridien par Hurinega. Cette borne serait le grand massif, c'est-à-dire la montagne et ses corrélats boisés. Il relève une ancienne appellation de la montagne d’Ormont, Huncrine mons, évoluant en Hungrine, puis en Incrinnis qui a donné la Crenée, localité aujourd’hui disparue, mais mentionnée sur de vieux rôles d’impôt.
Surprise des toponymistes, deux lieux évoqués sur trois sont en dehors des limitations actuelles du massif forestier de l’Ormont. Il est en effet limité au col et à la vallée de Robache. Le Hure prend sa source à l’ouest près du col du Bon Dieu, sur le revers en contrebas au rain de Lassaux. La col de la Crenée fait partie du massif de la Bure. Il faut donc en conclure à une extension plus vaste de la montagne mérovingienne. Le massif forestier ne s’étendait pas seulement du col des Raids de Robache aux pentes sous les roches d’Ormont, dominant le Spitzemberg. Il comportait une part des terres du Ban-de-Sapt au nord et englobait la vallée de Robache avec l’ensemble du massif de la Bure et ses collines.

## Géographie

### Situation
La montagne appartient sur son flanc sud aux communes de Saint-Dié-des-Vosges, Nayemont-les-Fosses, Pair-et-Grandrupt, Neuvillers-sur-Fave, Frapelle, Le Beulay, Provenchères-sur-Fave, La Petite-Fosse. Sur son flanc nord — en plus de Hurbache et Denipaire si l'on accepte sa vieille extension — Saint-Jean-d'Ormont, Ban-de-Sapt et La Grande-Fosse.

### Géologie

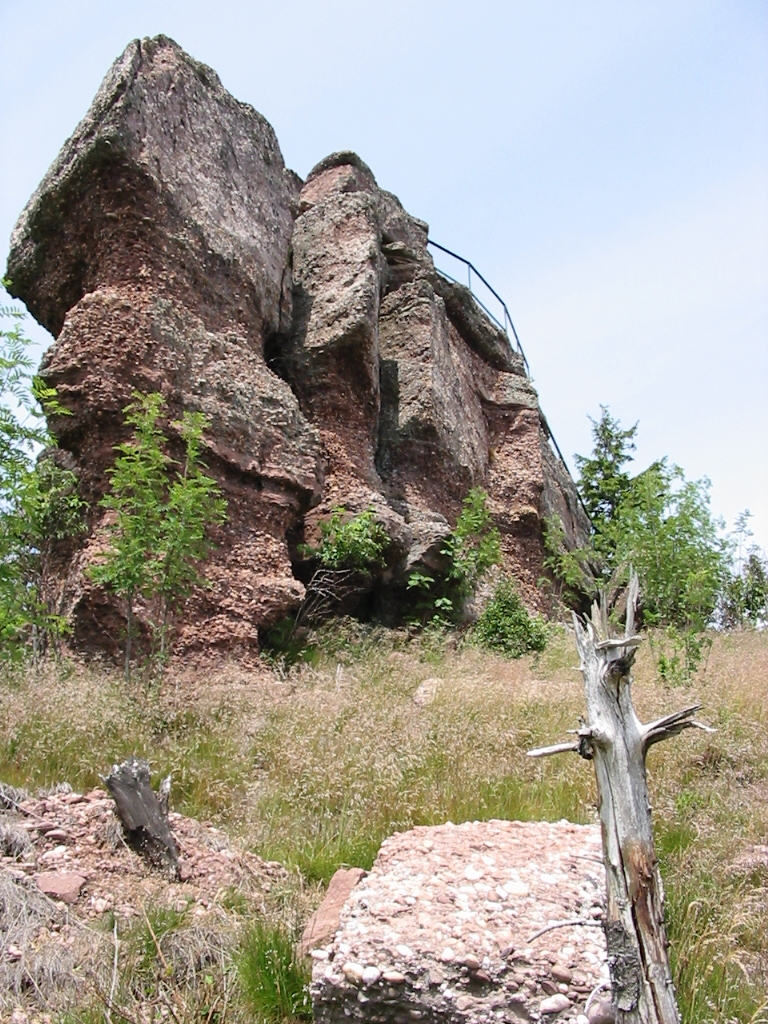
La roche des Cailloux (856 m).

Formée au cœur d'un bassin permien, la partie élevée de la montagne est supportée par des alternances de couches de grès et d'argiles. À partir d'environ 550 mètres d'altitude apparaissent les bancs de grès triasique ou grès vosgiens, fortement faillés comme les roches des Vosges, et surtout microfissurés. Ils libèrent leurs eaux pures à partir de l'altitude mentionnée, sous forme de sources libres ou captées. Avant d'atteindre les hauts sommets au-delà de 800 mètres d'altitude, un chapeau de conglomérats explique le maintien du relief.
La montagne d’Ormont est pour le géomorphologue une structure effondrée sur son versant sud. Elle a formé des amas de bancs disloqués. Les mouvements tectoniques ont creusé les zones de failles, déplacé sur des dizaines de mètres des couches de sédiments et de roches. Sont apparus collines ou rains, vallons ou basses. Les eaux ruisselantes, charriant ou déposant sables et limons, ont à peine modifié l’ouvrage géologique. À la suite de cet effondrement, nul déblaiement n'est observé aux abords du massif gréseux. Le versant sud a été ainsi protégé des flux des eaux fluvio-glaciaires. La Fave ou la Meurthe autrefois puissantes sont maintenues à l’écart.

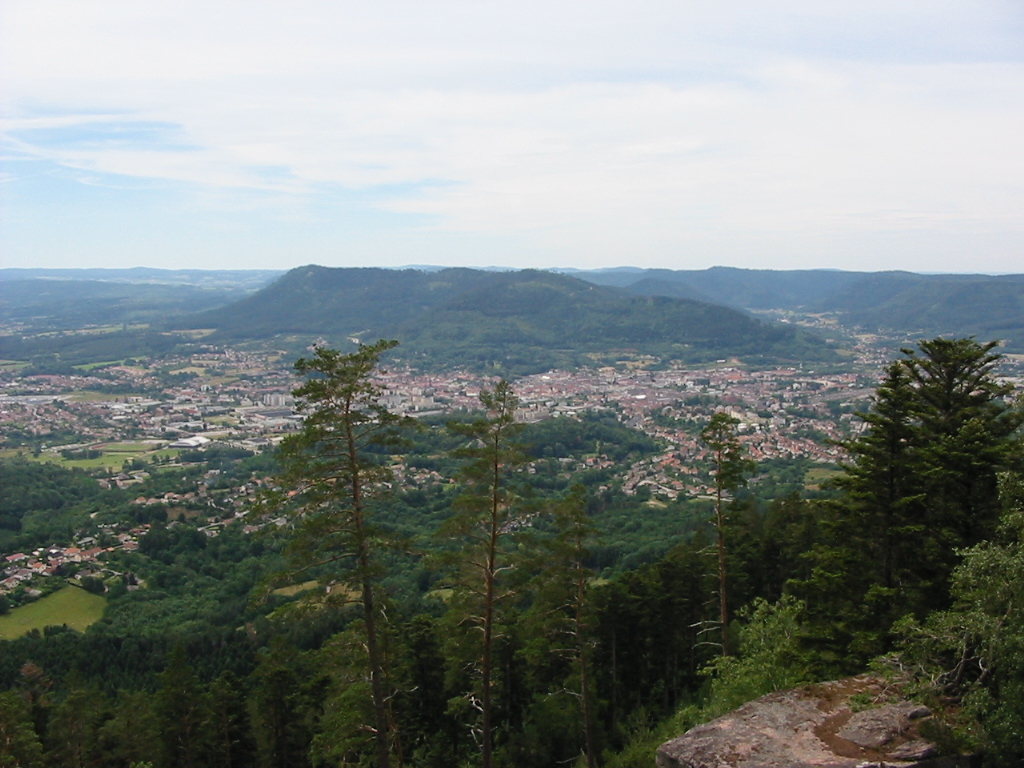
Panorama de l'Ormont en direction du sud : Saint-Dié-des-Vosges au pied du Kemberg.

Deux solutions s’imposent pour former un village sur ce versant méridional : 
- se rapprocher du massif non effondré pour disposer de ces puissantes sources sortant vers 550 mètres d’altitude à la limite des roches du bassin permien et des couches triasiques. C'est le cas à Nayemont ou Ayemont, aquaemontes littéralement le mont des eaux en latin, qui disposait de la source des Sept Fontaines, dont les sources sont logées dans une belle échancrure du massif montagneux ;
- soit choisir en confiance un lieu ouvert proche au débouché de la plaine alluviale avec la plus grosse source possible et l’usage complémentaire de puits (Neuvillers).

Ceux qui restent sur les replats et collines forment un habitat en noyaux dispersés, ce qui induit la multitude de chemins.

## Histoire

### Population ancienne disséminée
Le versant méridional de l’Ormont, a autrefois été occupé par une population assez peu dense. Elle est beaucoup plus importante au XVIIIe siècle qu'au milieu du XXe siècle. Les premiers essors vigoureux datent du sixième et du XIIe siècle, mais ils ont été suivis de relatives régressions démographiques. La population y trouvait une bonne protection pendant les époques troublées, car des habitants solidaires n’étaient pas démunis de ressources végétales, minérales ou minières. Le versant à l'ombre montre, alors qu'il est au cours du temps le plus regardé, une montagne plus répulsive et inhabitée. Le bas du versant ombré abrite une vaste forêt fraîche, bien nommée Frabois. Il forme un vallon plus profond que les premiers replats constellés de hameaux, en surplomb. Le plateau au nord est la contrée de la voie des Saulniers, mieux ensoleillée par des hameaux. Au revers des sommets, la couche de neige amassée et soufflée est souvent importante. Au nord en dessous du col de Robache, le village de Saint-Jean-d'Ormont sanctus Joannus de Hurimonte est bien plus le gardien de la montagne que le hameau d'Hermanpaire à l'est.
Le sommet était dénudé et utilisé comme pâturage jusqu'en 1705. L'œuvre de reboisement en pins, puis pin, sapin et hêtre, puis grande sapinière au nord et pinède au sud par l'action continue des forestiers de 1850 à 1950, est attesté par les témoignages oraux. Les habitants des hameaux de Ban-de-Sapt autrefois Ban de Sept ou Ad septem abietes soit « aux sept sapins », distinguaient en journée humide et lumineuse une roche en forme de chariot sur la haute et grosse montagne de l’Ormont.
Le haut massif est longtemps resté un lieu de travail de bûcherons et de schlitteurs. Les paysans bâtisseurs, plus souvent que des tailleurs de pierre, venaient aussi prélever suivant leurs besoins dans de vieilles carrières.
Les liens des familles aux abords du massif ont toujours été forts. Le curé de Provenchères et du Ban-de-Sapt usant leur souliers avaient l'habitude encore en 1920 de se réunir avec d'autres homologues dans une ou l'autre cure. Saint-Jean d'Ormont a développé de bonnes relations avec saint Dié dès le XIIIe siècle, au point de dénier par la parole l'appartenance au ban de Moyenmoutier. Hurbache a toujours trouvé un solide réseau d'appui aux Trois Villes, acquis après le XIIIe siècle par la collégiale de Saint-Dié.

### Montagne sacrée du temps et des fées

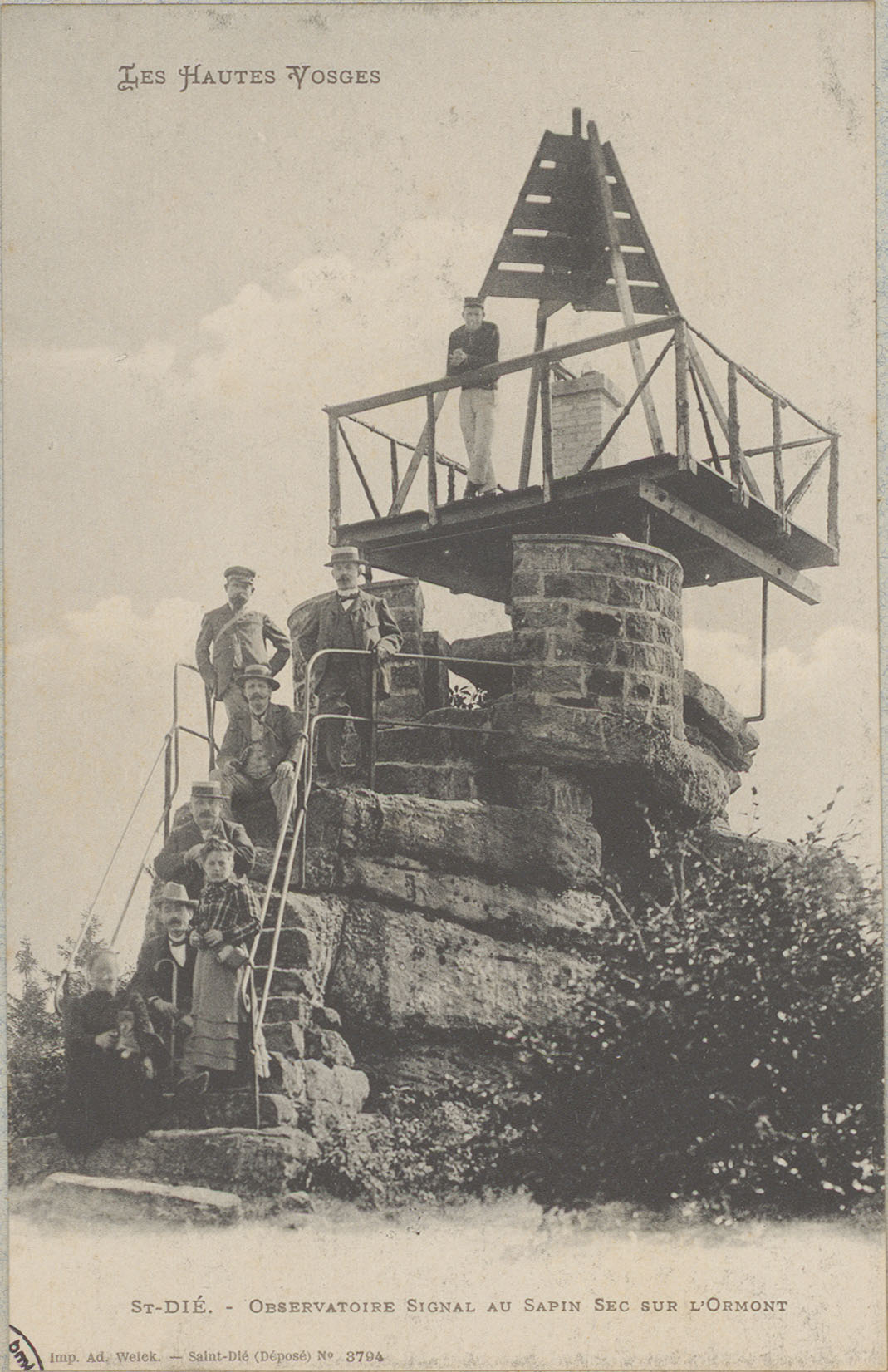
Vue historique de l'observatoire-signal du Sapin Sec (Adolphe Weick).

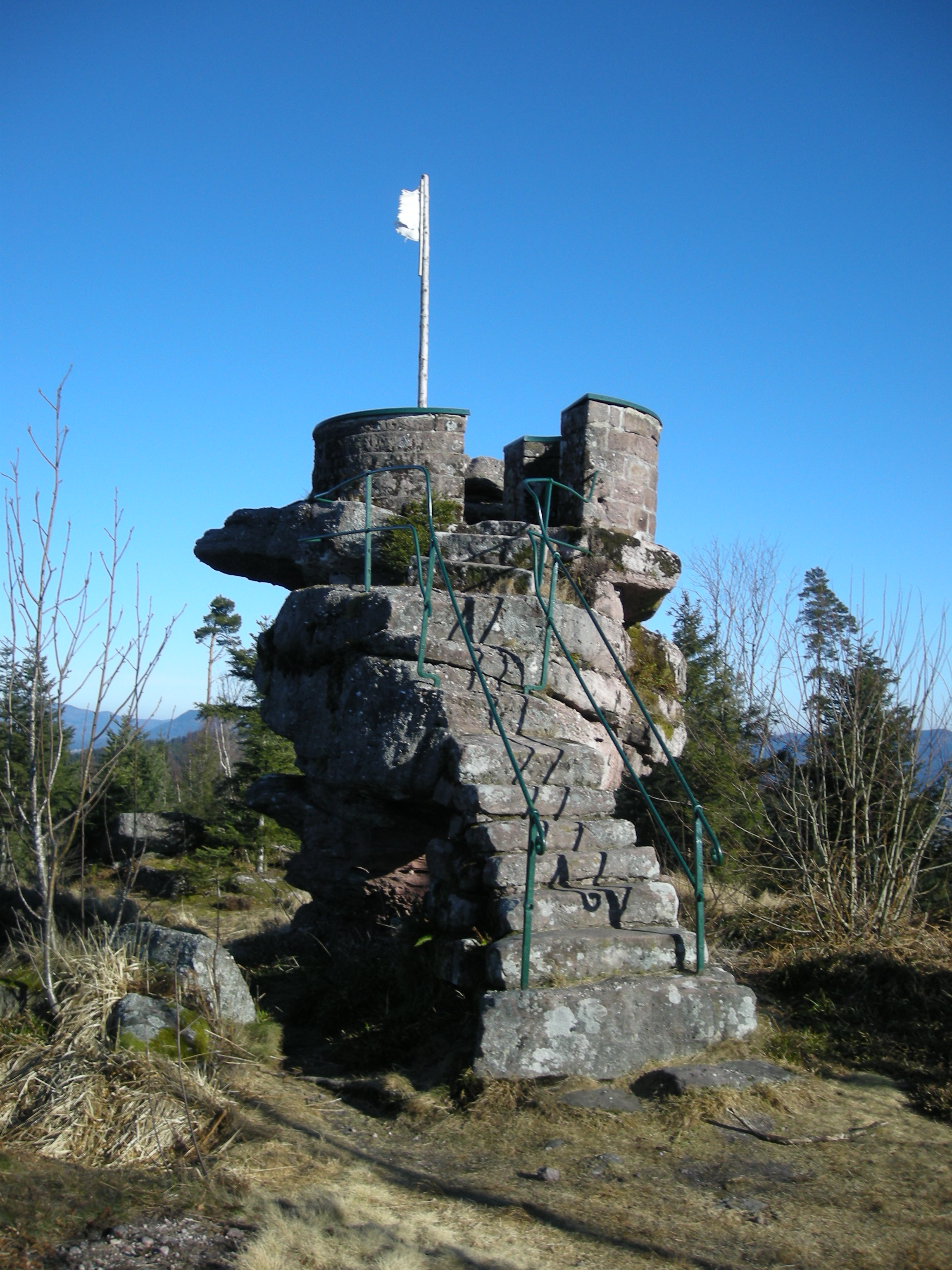
Vestiges de l'observatoire-signal à la roche du Sapin-Sec.

La montagne a été autrefois un lieu sacré, au point que les prêtres gravaient les rochers pour les exorciser vis-à-vis de supposées pratiques démoniaques. La ligne de faîte est truffée de roches aux vieux noms évocateurs : oiseaux, en particulier les moineaux, homme, bon Dieu, fées (fatae ou divinités du destin), sapin sec, chariot. Sont venus s'adjoindre des appellations récentes.

### De l'eau et de la lumière pour le vivant
Le versant au soleil de l'Ormont, nettement moins fréquenté ou observé par les voyageurs avant 1700, a préservé les vieilles traditions. En témoignent des vestiges d'un entrelacs de chemins sacrés reliant le col du Bon Dieu, la chapelle Saint-Roch (sainte Roche), Dijon (Diviorum dunum ou colline sacrée), le plateau de Charémont (Kiaramontes) surplombant la source Sainte-Claire, les sanctuaires de saint Gondelbert dans le bois de Provenchères et à la Bonne Fontaine (La Grande-Fosse). Tout le flanc sud de l’Ormont, les collines avoisinantes et même les massifs qui le prolongent dans l’axe de la course du soleil étaient autrefois couverts d’arbres de la Vierge signalée par des chapelottes. La présence légendaire des fées et des arbres consacrés rappellent les anciens cultes solaires.

## Légende
Il existe une légende des eaux de l’Ormont. Le haut massif contiendrait un lac intérieur, menaçant à tous moments les Hommes. Les Anciens avaient remarqué que les sources, grandes et petites, sortaient à un même niveau du sommet. Oubliant une cause géologique à la formation des sources et les déluges naturels sur les fortes pentes provoquant de dévastatrices coulées boueuses, les forgerons de Saint-Dié prétendaient que leurs anciens avaient exécuté pendant une année magique un vaste bandage de fer encerclant la montagne. Les conteurs narraient même que cette ceinture protectrice dénommait le monticule des Joinctures, équivalent d’un relais pour resserrer la boucle métallique située en amont. Ce curieux rituel de la corporation des métiers du fer aurait donné lieu à des cérémonies publiques au XIVe siècle. Elle a laissé d'authentiques fausses croyances sur les sources.

## Activités
Plusieurs sentiers de randonnée pédestre aboutissent à la ligne de crête de l'Ormont. La montagne est d’ailleurs une étape du trail des Roches, au mois d'avril, qui emprunte les sentiers du massif. La « Montée des schlitteurs » est également un trail lancé en 2014 par Stéphane Brogniart, d'une longueur de 5 km avec un dénivelé de 500 m, amenant les participants à la table d'orientation du Sapin Sec.
La pratique du vol libre en parapente est aussi possible.